# Salteras
Salteras è un comune spagnolo di 3 344 abitanti situato nella comunità autonoma dell'Andalusia.